# Francisco Checa
Francisco Checa (nacido el 4 de febrero de 1940 en la Ciudad de Panamá) es un exjugador de baloncesto panameño.

## Trayectoria
Con la Selección de baloncesto de Panamá  compitió en los Juegos Panamericanos de 1967 y en los Juegos Olímpicos de Verano de 1968.